# 7602 Yidaeam
7602 Yidaeam (1994 YW1) là một tiểu hành tinh vành đai chính được phát hiện ngày 31 tháng 12 năm 1994 bởi T. Kobayashi ở Oizumi.